# Gran Premio motociclistico di Germania 2019
Il Gran Premio motociclistico di Germania 2019 è stato la nona prova su diciannove del motomondiale 2019, disputato il 7 luglio sul Sachsenring. Le vittorie nelle tre classi sono andate rispettivamente a: Marc Márquez in MotoGP, Álex Márquez in Moto2 e Lorenzo Dalla Porta in Moto3.
In questa occasione si è avuto anche il debutto assoluto della nuova classe MotoE la cui gara, accorciata a 5 degli 8 giri previsti, è stata vinta da Niki Tuuli.

## MotoGP

### Arrivati al traguardo
| Pos. | Nº | Pilota            | Squadra                     | Motocicletta       | Giri | Tempo     | Griglia | Punti |
| ---- | -- | ----------------- | --------------------------- | ------------------ | ---- | --------- | ------- | ----- |
| 1º   | 93 | Marc Márquez      | Repsol Honda                | Honda RC213V       | 30   | 41'08.276 | 1º      | 25    |
| 2º   | 12 | Maverick Viñales  | Monster Energy Yamaha       | Yamaha YZR-M1      | 30   | +4,587    | 3º      | 20    |
| 3º   | 35 | Cal Crutchlow     | LCR Honda Castrol           | Honda RC213V       | 30   | +7,741    | 6º      | 16    |
| 4º   | 9  | Danilo Petrucci   | Ducati Team                 | Ducati Desmosedici | 30   | +16,577   | 12º     | 13    |
| 5º   | 4  | Andrea Dovizioso  | Ducati Team                 | Ducati Desmosedici | 30   | +16,669   | 13º     | 11    |
| 6º   | 43 | Jack Miller       | Pramac Racing               | Ducati Desmosedici | 30   | +16,836   | 5º      | 10    |
| 7º   | 36 | Joan Mir          | Suzuki Ecstar               | Suzuki GSX-RR      | 30   | +17,156   | 9º      | 9     |
| 8º   | 46 | Valentino Rossi   | Monster Energy Yamaha       | Yamaha YZR-M1      | 30   | +19,110   | 11º     | 8     |
| 9º   | 21 | Franco Morbidelli | Petronas Yamaha SRT         | Yamaha YZR-M1      | 30   | +20,634   | 7º      | 7     |
| 10º  | 6  | Stefan Bradl      | Repsol Honda                | Honda RC213V       | 30   | +22,708   | 14º     | 6     |
| 11º  | 53 | Esteve Rabat      | Reale Avintia Racing        | Ducati Desmosedici | 30   | +26,345   | 22º     | 5     |
| 12º  | 44 | Pol Espargaró     | Red Bull KTM Factory Racing | KTM RC16           | 30   | +26,574   | 8º      | 4     |
| 13º  | 29 | Andrea Iannone    | Aprilia Racing Team Gresini | Aprilia RS-GP      | 30   | +32,753   | 16º     | 3     |
| 14º  | 30 | Takaaki Nakagami  | LCR Honda Idemitsu          | Honda RC213V       | 30   | +32,925   | 10º     | 2     |
| 15º  | 17 | Karel Abraham     | Reale Avintia Racing        | Ducati Desmosedici | 30   | +37,934   | 21º     | 1     |
| 16º  | 55 | Hafizh Syahrin    | Red Bull KTM Tech 3         | KTM RC16           | 30   | +41,615   | 18º     |       |
| 17º  | 63 | Francesco Bagnaia | Pramac Racing               | Ducati Desmosedici | 30   | +56,189   | 17º     |       |
| 18º  | 88 | Miguel Oliveira   | Red Bull KTM Tech 3         | KTM RC16           | 30   | +57,377   | 20º     |       |

### Ritirati
| Nº | Pilota           | Squadra                     | Motocicletta  | Giri | Griglia |
| -- | ---------------- | --------------------------- | ------------- | ---- | ------- |
| 41 | Aleix Espargaró  | Aprilia Racing Team Gresini | Aprilia RS-GP | 28   | 15º     |
| 42 | Álex Rins        | Suzuki Ecstar               | Suzuki GSX-RR | 18   | 4º      |
| 5  | Johann Zarco     | Red Bull KTM Factory Racing | KTM RC16      | 2    | 19º     |
| 20 | Fabio Quartararo | Petronas Yamaha SRT         | Yamaha YZR-M1 | 1    | 2º      |

## Moto2

### Arrivati al traguardo
| Pos. | Nº | Pilota                | Squadra                      | Motocicletta | Giri | Tempo     | Griglia | Punti |
| ---- | -- | --------------------- | ---------------------------- | ------------ | ---- | --------- | ------- | ----- |
| 1º   | 73 | Álex Márquez          | EG 0,0 Marc VDS              | Kalex        | 28   | 39'35.101 | 1º      | 25    |
| 2º   | 41 | Brad Binder           | Red Bull KTM Ajo             | KTM          | 28   | +1.208    | 17º     | 20    |
| 3º   | 23 | Marcel Schrötter      | Dynavolt Intact GP           | Kalex        | 28   | +1.630    | 3º      | 16    |
| 4º   | 21 | Fabio Di Giannantonio | MB Conveyors Speed Up        | Speed Up     | 28   | +4.116    | 4º      | 13    |
| 5º   | 12 | Thomas Lüthi          | Dynavolt Intact GP           | Kalex        | 28   | +5.191    | 12º     | 11    |
| 6º   | 40 | Augusto Fernández     | Flexbox HP 40                | Kalex        | 28   | +6.332    | 5º      | 10    |
| 7º   | 7  | Lorenzo Baldassarri   | Flexbox HP 40                | Kalex        | 28   | +6.526    | 10º     | 9     |
| 8º   | 9  | Jorge Navarro         | MB Conveyors Speed Up        | Speed Up     | 28   | +8.177    | 11º     | 8     |
| 9º   | 88 | Jorge Martín          | Red Bull KTM Ajo             | KTM          | 28   | +10.538   | 7º      | 7     |
| 10º  | 10 | Luca Marini           | SKY Racing Team VR46         | Kalex        | 28   | +13.591   | 2º      | 6     |
| 11º  | 22 | Sam Lowes             | Federal Oil Gresini          | Kalex        | 28   | +13.656   | 13º     | 5     |
| 12º  | 45 | Tetsuta Nagashima     | Onexox TKKR SAG              | Kalex        | 28   | +13.836   | 18º     | 4     |
| 13º  | 87 | Remy Gardner          | Onexox TKKR SAG              | Kalex        | 28   | +13.996   | 9º      | 3     |
| 14º  | 33 | Enea Bastianini       | Italtrans Racing             | Kalex        | 28   | +15.064   | 24º     | 2     |
| 15º  | 5  | Andrea Locatelli      | Italtrans Racing             | Kalex        | 28   | +17.234   | 14º     | 1     |
| 16º  | 64 | Bo Bendsneyder        | NTS RW Racing GP             | NTS          | 28   | +18.077   | 15º     |       |
| 17º  | 94 | Jonas Folger          | Petronas Sprinta Racing      | Kalex        | 28   | +18.232   | 20º     |       |
| 18º  | 11 | Nicolò Bulega         | SKY Racing Team VR46         | Kalex        | 28   | +19.852   | 16º     |       |
| 19º  | 72 | Marco Bezzecchi       | Red Bull KTM Tech 3          | KTM          | 28   | +26.424   | 19º     |       |
| 20º  | 77 | Dominique Aegerter    | MV Agusta Idealavoro Forward | MV Agusta F2 | 28   | +30.791   | 21º     |       |
| 21º  | 24 | Simone Corsi          | Tasca Racing                 | Kalex        | 28   | +36.693   | 22º     |       |
| 22º  | 62 | Stefano Manzi         | MV Agusta Idealavoro Forward | MV Agusta F2 | 28   | +37.502   | 23º     |       |
| 23º  | 4  | Steven Odendaal       | NTS RW Racing GP             | NTS          | 28   | +37.655   | 27º     |       |
| 24º  | 3  | Lukas Tulovic         | Kiefer Racing                | KTM          | 28   | +38.526   | 28º     |       |
| 25º  | 16 | Joe Roberts           | American Racing KTM          | KTM          | 28   | +48.740   | 25º     |       |
| 26º  | 18 | Xavier Cardelús       | Sama Qatar Ángel Nieto Team  | KTM          | 28   | +1'15.427 | 29º     |       |

### Ritirati
| Nº | Pilota       | Squadra                     | Motocicletta | Giri | Griglia |
| -- | ------------ | --------------------------- | ------------ | ---- | ------- |
| 27 | Iker Lecuona | American Racing KTM         | KTM          | 27   | 6º      |
| 97 | Xavi Vierge  | EG 0,0 Marc VDS             | Kalex        | 12   | 8º      |
| 96 | Jake Dixon   | Sama Qatar Ángel Nieto Team | KTM          | 0    | 26º     |

## Moto3

### Arrivati al traguardo
| Pos. | Nº | Pilota              | Squadra                     | Motocicletta  | Giri | Tempo     | Griglia | Punti |
| ---- | -- | ------------------- | --------------------------- | ------------- | ---- | --------- | ------- | ----- |
| 1º   | 48 | Lorenzo Dalla Porta | Leopard Racing              | Honda NSF250R | 27   | 39'29.348 | 4º      | 25    |
| 2º   | 42 | Marcos Ramírez      | Leopard Racing              | Honda NSF250R | 27   | +0.072    | 3º      | 20    |
| 3º   | 44 | Arón Canet          | Sterilgarda Max Racing Team | KTM RC 250 GP | 27   | +0.120    | 22º     | 16    |
| 4º   | 55 | Romano Fenati       | VNE Snipers                 | Honda NSF250R | 27   | +0.185    | 5º      | 13    |
| 5º   | 25 | Raúl Fernández      | Sama Qatar Ángel Nieto Team | KTM RC 250 GP | 27   | +0.323    | 15º     | 11    |
| 6º   | 17 | John McPhee         | Petronas Sprinta Racing     | Honda NSF250R | 27   | +0.445    | 10º     | 10    |
| 7º   | 79 | Ai Ogura            | Honda Team Asia             | Honda NSF250R | 27   | +0.678    | 16º     | 9     |
| 8º   | 24 | Tatsuki Suzuki      | SIC58 Squadra Corse         | Honda NSF250R | 27   | +0.749    | 14º     | 8     |
| 9º   | 71 | Ayumu Sasaki        | Petronas Sprinta Racing     | Honda NSF250R | 27   | +0.829    | 1º      | 7     |
| 10º  | 84 | Jakub Kornfeil      | Redox PrüstelGP             | KTM RC 250 GP | 27   | +0.955    | 6º      | 6     |
| 11º  | 11 | Sergio García       | Estrella Galicia 0,0        | Honda NSF250R | 27   | +1.064    | 18º     | 5     |
| 12º  | 23 | Niccolò Antonelli   | SIC58 Squadra Corse         | Honda NSF250R | 27   | +2.239    | 17º     | 4     |
| 13º  | 12 | Filip Salač         | Redox PrüstelGP             | KTM RC 250 GP | 27   | +6.379    | 13º     | 3     |
| 14º  | 61 | Can Öncü            | Red Bull KTM Ajo            | KTM RC 250 GP | 27   | +6.648    | 12º     | 2     |
| 15º  | 14 | Tony Arbolino       | VNE Snipers                 | Honda NSF250R | 27   | +6.652    | 19º     | 1     |
| 16º  | 5  | Jaume Masiá         | Bester Capital Dubai        | KTM RC 250 GP | 27   | +6.685    | 21º     |       |
| 17º  | 22 | Kazuki Masaki       | BOE Skull Rider Mugen Race  | KTM RC 250 GP | 27   | +18.243   | 23º     |       |
| 18º  | 82 | Stefano Nepa        | Reale Avintia Arizona 77    | KTM RC 250 GP | 27   | +33.859   | 20º     |       |
| 19º  | 16 | Andrea Migno        | Bester Capital Dubai        | KTM RC 250 GP | 27   | +33.882   | 28º     |       |
| 20º  | 76 | Makar Yurchenko     | BOE Skull Rider Mugen Race  | KTM RC 250 GP | 27   | +36.088   | 26º     |       |
| 21º  | 75 | Albert Arenas       | Sama Qatar Ángel Nieto Team | KTM RC 250 GP | 27   | +36.123   | 7º      |       |
| 22º  | 54 | Riccardo Rossi      | Kömmerling Gresini          | Honda NSF250R | 27   | +36.859   | 27º     |       |
| 23º  | 28 | Dirk Geiger         | Kiefer Racing               | KTM RC 250 GP | 27   | +1'17.087 | 30º     |       |
| 24º  | 69 | Tom Booth-Amos      | CIP Green Power             | KTM RC 250 GP | 26   | +1 giro   | 29º     |       |

### Ritirati
| Nº | Pilota           | Squadra              | Motocicletta  | Giri | Griglia |
| -- | ---------------- | -------------------- | ------------- | ---- | ------- |
| 7  | Dennis Foggia    | SKY Racing Team VR46 | KTM RC 250 GP | 26   | 8º      |
| 13 | Celestino Vietti | SKY Racing Team VR46 | KTM RC 250 GP | 26   | 24º     |
| 40 | Darryn Binder    | CIP Green Power      | KTM RC 250 GP | 26   | 25º     |
| 27 | Kaito Toba       | Honda Team Asia      | Honda NSF250R | 18   | 2º      |
| 19 | Gabriel Rodrigo  | Kömmerling Gresini   | Honda NSF250R | 5    | 9º      |
| 21 | Alonso López     | Estrella Galicia 0,0 | Honda NSF250R | 0    | 11º     |

## MotoE
Tutti i piloti sono dotati dello stesso tipo di motocicletta, fornita dalla Energica Motor Company.

### Arrivati al traguardo
| Pos. | Nº | Pilota          | Squadra                    | Giri | Tempo    | Griglia | Punti |
| ---- | -- | --------------- | -------------------------- | ---- | -------- | ------- | ----- |
| 1º   | 66 | Niki Tuuli      | Ajo MotoE                  | 5    | 7'27.862 | 1º      | 25    |
| 2º   | 38 | Bradley Smith   | One Energy Racing          | 5    | +0,442   | 7º      | 20    |
| 3º   | 63 | Mike Di Meglio  | EG 0,0 Marc VDS            | 5    | +0,567   | 4º      | 16    |
| 4º   | 4  | Héctor Garzó    | Tech 3 E-Racing            | 5    | +0,991   | 2º      | 13    |
| 5º   | 11 | Matteo Ferrari  | Trentino Gresini           | 5    | +2,095   | 6º      | 11    |
| 6º   | 5  | Alex De Angelis | Octo Pramac                | 5    | +4,048   | 9º      | 10    |
| 7º   | 10 | Xavier Siméon   | Avintia Esponsorama Racing | 5    | +4,304   | 5º      | 9     |
| 8º   | 51 | Eric Granado    | Avintia Esponsorama Racing | 5    | +8,118   | 3º      | 8     |
| 9º   | 15 | Sete Gibernau   | Join Contract Pons 40      | 5    | +9,254   | 13º     | 7     |
| 10º  | 18 | Nicolás Terol   | OpenBank Ángel Nieto Team  | 5    | +9,414   | 8º      | 6     |
| 11º  | 27 | Mattia Casadei  | Ongetta SIC58 Squadracorse | 5    | +9,557   | 10º     | 5     |
| 12º  | 7  | Niccolò Canepa  | LCR E-Team                 | 5    | +9,674   | 12º     | 4     |
| 13º  | 2  | Jesko Raffin    | Dynavolt Intact GP         | 5    | +9,828   | 17º     | 3     |
| 14º  | 78 | Kenny Foray     | Tech 3 E-Racing            | 5    | +10,137  | 14º     | 2     |
| 15º  | 16 | Joshua Hook     | Octo Pramac                | 5    | +11,157  | 16º     | 1     |
| 16º  | 6  | María Herrera   | OpenBank Ángel Nieto Team  | 5    | +18,192  | 18º     |       |
| 17º  | 14 | Randy de Puniet | LCR E-Team                 | 5    | +24,808  | 15º     |       |

### Ritirato
| Nº | Pilota           | Squadra          | Giri | Griglia |
| -- | ---------------- | ---------------- | ---- | ------- |
| 32 | Lorenzo Savadori | Trentino Gresini | 4    | 11º     |